# Parafia Matki Bożej Częstochowskiej w Nieledwi
Parafia Matki Bożej Częstochowskiej w Nieledwi – parafia rzymskokatolicka znajdująca się w dekanacie Hrubieszów-Północ, w diecezji zamojsko-lubaczowskiej. 
Parafia została erygowana 9 stycznia 1985 roku, przez ówczesnego biskupa lubelskiego Bolesława Pylaka.
Do parafii należą wierni z następujących miejscowości: Leopoldów, Nieledew, Zadębce, Zadębce-Kolonia.

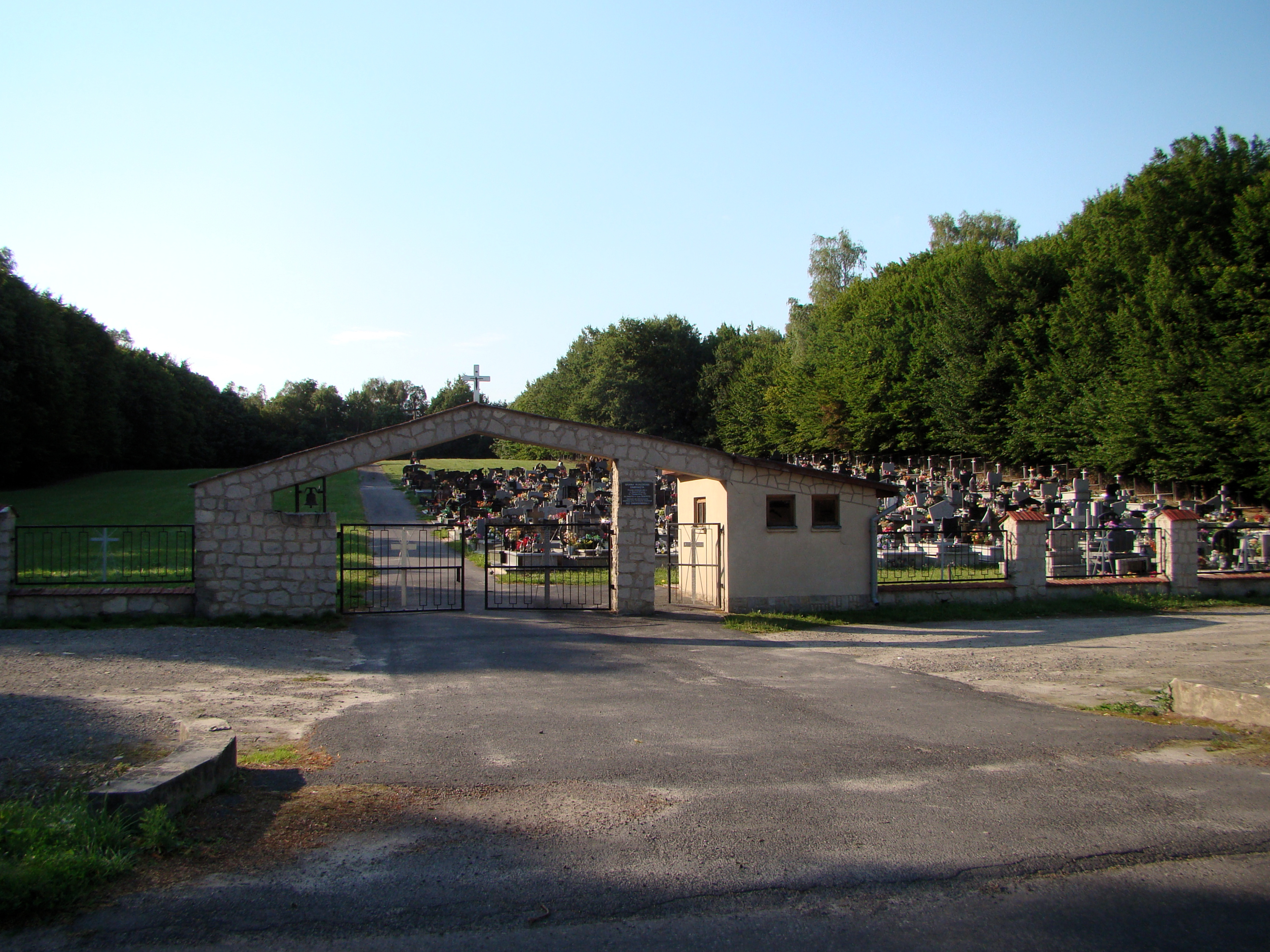
Cmentarz parafialny